# Hirtella bicornis
Hirtella bicornis là một loài thực vật có hoa trong họ Cám. Loài này được Mart. & Zucc. mô tả khoa học đầu tiên năm 1832.